# Buteo ventralis
Buteo ventralis là một loài chim trong họ Accipitridae.